# Agromotor Magma
Magma je český malý nákladní automobil s trambusovou kabinou svařenou z ocelových profilů. Jednoduchým hranatým vzhledem připomíná Multicar M25, jehož je českou alternativou. Vyráběn byl společností Agromotor Velké Meziříčí. Od roku 1997 byla výroba převedena pod společnost Alfine. 
Nosnost činila až 1800 kg. Hmotnost celková je 3500 kg. 
Motor byl montován zážehový Škoda 781.135 do roku 1996 a vznětový Peugeot XUD 9. Ze Škody Favorit byly také převzaty některé interiérové díly. 
Dodáván byl jak pohon zadní nápravy, tak i pohon všech kol. Mezi léty 1996–2000 bylo smontováno podle SAPu 512 kusů. Počet smontovaných vozidel Magma do roku 1996 není znám. Konkurencí byly vozy Destacar, STAS Pony, VAB Microcar M19 či východoněmecký Multicar